# Albóns
Albóns (en catalán y oficialmente Albons) es un municipio español de la comarca del Bajo Ampurdán en la provincia de Gerona Cataluña, situado al norte de la comarca en la zona de contacto entre el llano del Ampurdán y el macizo de Montgrí.

## Historia
El lugar y la iglesia aparecen documentados a partir del siglo XII con las formas Alburnos, Alburnis y Albornis. El castillo de la población está citado en documentos del siglo XIII. A principios del siglo XIV el conde de Ampurias hizo fortificar la población.

## Economía
Agricultura de regadío y de secano. Ganadería ovina, bovina y porcina y actividad turística.

## Demografía
Albóns cuenta con una población de 830 habitantes (INE 2024).
| Gráfica de evolución demográfica de Albóns entre 1842 y 2021                                                        |
| |
| Población de derecho según los censos de población del INE Población de hecho según los censos de población del INE |

## Lugares de interés

### La capilla de Sant Grau
Una sencilla capilla románica, sólo se conserva la nave rectangular y sencilla. El ábside ha desaparecido y en su lugar se levantó un muro en ángulo recto respecto los más largos, que constituye la fachada principal del edificio y en el que se abrió la puerta de acceso, por lo que el templo ahora está girado, con la puerta a levante y la fachada románica original convertida en cabecera una vez tapadas todas las aberturas.
Aunque no hay datos documentales que lo puedan confirmar, parece que la estructura románica original es del siglo  XI , mientras que la actual fachada pertenece al siglo  XVIII .
Gracias a la restauración de 1986 se pudieron recuperar algunos elementos arquitectónicos y el aspecto original de buena parte de la nave. Se volvieron a abrir algunas aperturas que estaban tapadas, ventanas y la puerta primitiva; fue retirada la capa de enyesado moderno de las paredes interiores y la vuelta y se repuso el alicatado del suelo.
Durante años la ermita de Sant Grau ha disfrutado de la veneración popular. Desde siempre, sin que se conozca ningún periodo de interrupción, el día de Sant Grau, el 13 de octubre, los vecinos de Albons y alrededores suben a la ermita por el viejo camino para celebrar la fiesta. Como el templo se encuentra cerrado durante el resto del año, la imagen del Santo se guarda en la iglesia del pueblo, pero se sube expresamente ese día para celebrar el culto.

### Castillo de Albons
El principal edificio civil del pueblo es el castillo, rehabilitado y convertido en varias viviendas a principios del 1980, respetando su estructura.
La fachada del edificio se caracteriza por tener un gran portal dovelado de los siglos XIV-XV que da acceso al patio interior, delimitado por el lado sur por el muro de la iglesia de Sant Cugat. Dentro del patio, no abierto a las visitas, se conserva otra portada dovelada, también de los siglos XIV-XV y ventanas rectangulares de la misma época.
Aunque el aspecto que presenta el edificio es el de un casa fortificada del siglo XV con las reformas y modificaciones puntuales que se han ido introduciendo en los últimos quinientos años, su origen es más antiguo. Se documenta a comienzos del s. XIII entre los bienes de la familia Torrent y se conocen algunas vicisitudes y poseedores en épocas diferentes, constituyendo el motivo de litigios a inicios del siglo XIV entre el conde Ponce VI de Ampurias y el Rey Jaume II, el cual prohibió al primero que continuara las obras de fortificación de Albons y Bellcaire.

### Sant Cugat de Albons
La iglesia parroquial de Albons, situada en el punto más elevado del pueblo, es un edificio románico que fue edificado en dos etapas. La primera, en los siglos X-XI y, la segunda, en los siglos XII-XIII.
Como todo el interior está enlucido, excepto los arcos torales, es difícil ver el aparato de las diferentes fases constructivas. Estas sólo se pueden apreciar desde el exterior del templo. Podemos ver claramente diferenciadas las dos épocas. La primera incluye el ábside y la mayor parte de la nave, con un aparato de sillares o piedras de pequeño tamaño, no demasiado bien cortadas, puestas en hileras que no siempre siguen una regularidad ni una línea horizontal. Seguramente es debido al tamaño y forma irregular de las piedras. En el ábside también encontramos estos tipos de piedras, más visibles sobre todo en la mitad superior
Castillo e Iglesia de Albons
Esta primera nave se prolongó hacia el oeste en una segunda fase constructiva. Es una ampliación de pocos metros de longitud, que se puede ver perfectamente gracias al cambio de aparato del muro que da a mediodía, pero sobre todo al de tramontana , que queda dentro del patio del castillo.
La fachada, de cara a la plaza del pueblo, ha sido aún más alterada. Tras la última restauración, que ha quitado los restos de rebozadas modernas que aún quedaban, se pueden ver claramente los diferentes cambios de aparato y la arista que señala el inicio de la primitiva cubierta, sobreaixecada en un momento indeterminado. El actual portada de entrada aún es más reciente, de los años cincuenta del siglo pasado. Por tanto, no tiene nada que ver con el edificio románico.
Aunque la iglesia se fecha con toda probabilidad en el s. XI, no aparece citada documentalmente hasta en 1279 y 1280 como ecclesia de Albornà . Su carácter de iglesia parroquial también queda documentado en el siglo  xiv , como Ecclesia parrochialis de sancti Cucuphatis de Albornà . El sitio de Albons, en cambio, aparece antes. Joan Badia, posiblemente el mejor conocedor del románico ampurdanés, cita documentos de los años 959, 980 y 989 en los que aparece el lugar con las fórmulas Alborz , Alburne y Alburze . Este último, en el testamento del conde Gausfred de Empúries-Rosselló, legando unas viñas del término de Alburze en la iglesia de Empúries.

### El núcleo medieval
El casco antiguo de Albons no ha conservado muy bien su estructura original. El crecimiento del pueblo a partir del primitivo recinto, la apertura de viales fuera muralla durante los últimos siglos y la lógica expansión urbana que ha grabado, han desfigurado la primitiva estructura de un núcleo edificado en el punto más alto de la colina, al entorno de la iglesia y el castillo.
Del tejido urbano medieval queda muy poco, pero se puede seguir más o menos bien, ya veces adivinar, a partir de restos puntuales que aparecen en diferentes lugares. La mejor conservada es la única torre conocida del recinto amurallado, que podemos ver en el inicio de la calle del Doctor Ramón Martí. Es una torre de planta rectangular, conservada hasta unos cinco metros de altura, con dos aspilleras en el lado norte y tres en la cara oeste. Posiblemente formaba parte de las defensas de la puerta principal de entrada al recinto amurallado.
El resto de la muralla, si se ha conservado, ha quedado integrada en las casas del pueblo, modificada, rebozada y tapada por las construcciones posteriores. Su trazado se puede seguir bastante bien por los lados de levante y de mediodía; en parte, gracias a la estructura urbana del pueblo ya la nomenclatura de las calles.
La calle Nou, en el lado este, detrás del castillo, ha conservado este nombre que tradicionalmente se ha otorgado casi siempre a las nuevas vías que se abrían en nuestros pueblos fuera muralla. La calle Puig y Sais -un nombre moderno- parece que es el que sigue el antiguo recinto por el sur. Por el lado oeste, el tramo de muralla en el que estaría unida la torre que citábamos, no es visible. Pero parece que seguiría la parte posterior de las casas que ahora tienen su fachada a la calle del Plan. Y en cuanto a la banda norte, es aún más difícil delimitar el núcleo medieval, aunque posiblemente habría que situarlo paralelo al trazado de la calle Balmes.

## Personajes ilustres
- Hermenegild Puig i Sais (Albons, 1860 – Barcelona 1941) - Médico catalán